# Oscar von Otter
Oscar Sebastian von Otter, född 26 januari 1835 i Fägre socken, Skaraborgs län, död 10 mars 1905 i Stockholm, var en svensk friherre, godsägare och politiker.
von Otter var ägare till godsen Steninge och Husby-Erlinghundra i Stockholms län. Han var riksdagsledamot i andra kammaren för Ockelbo och Hamrånge samt Hille och Valbo tingslags valkrets 1870–1872. von Otter var från 1859 till sin död gift med Julia Elfbrinck. Makarna är begravda på Norra begravningsplatsen utanför Stockholm.